# 顯微圖

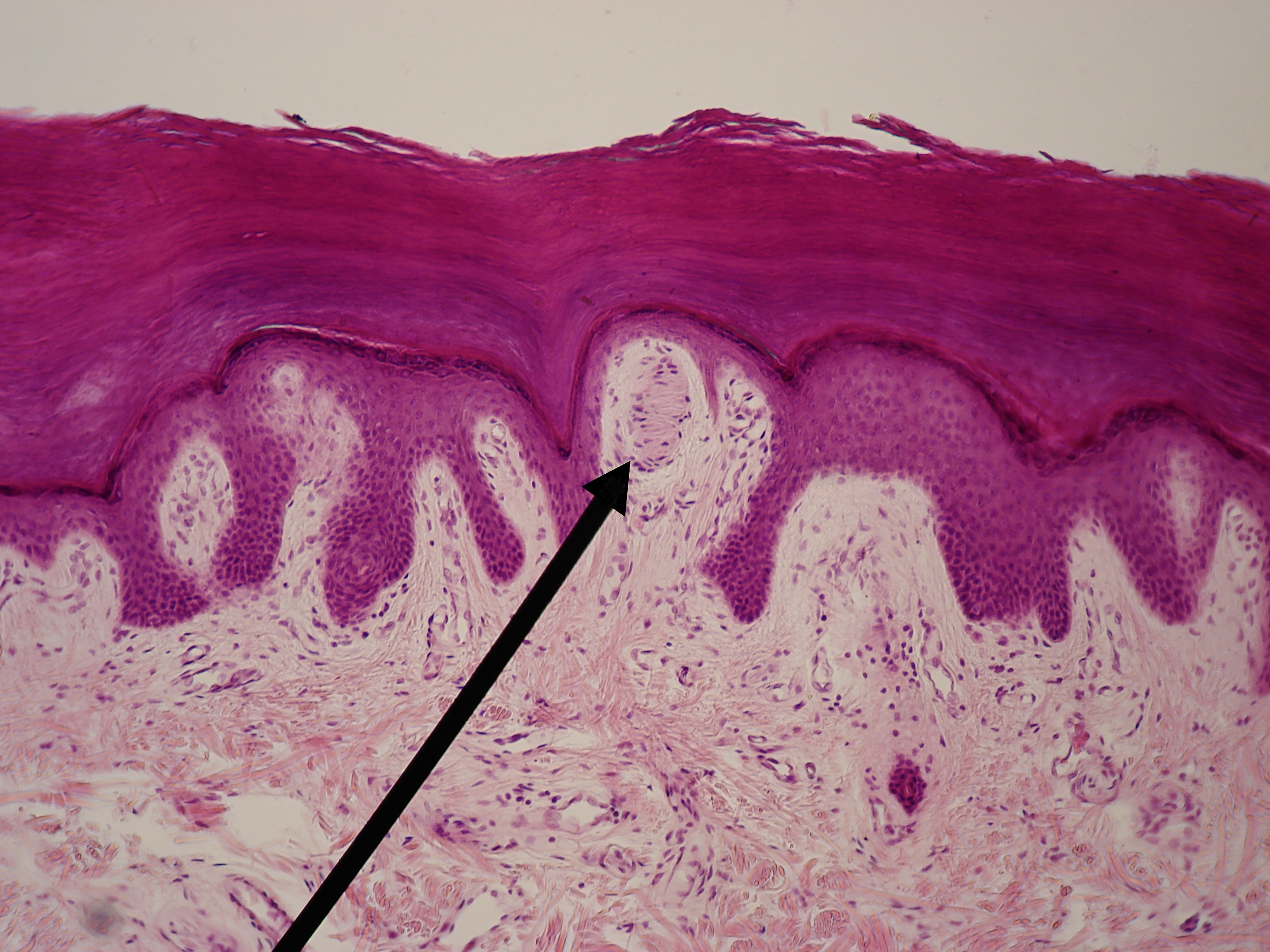
真皮乳突端触觉小体的 100x 倍率光學顯微圖。

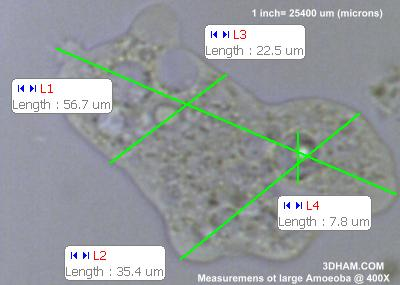
在 400x 倍率光學顯微鏡下，一隻大型變形蟲的度量。

顯微圖（micrograph）又稱顯微像、显微照片（photomicrograph），是以显微摄影装置拍摄显微镜视野中所观察到的物像的像片、光学影像、数字图像，以顯示放大了的物件影像。显微摄影术（micrography）或顯微照相術（photomicrography）则是利用配置在显微镜上的摄影装置，获取微小物体的高倍放大影像的摄影技术；顯微照相術是由加拿大發明家范信達所發明。
為了製造顯微圖，可以在顯微鏡上安裝照相機，取代目鏡；或是特製連同照相機及目鏡的顯微鏡。標本可以按正常的方法放在顯微鏡下來進行拍攝。可以掃瞄影像及以電子方式儲存，在螢幕上觀看或列印出來。
顯微圖被廣泛應用在法醫學及鑑識工程，尤其是紀錄微量物證。這也經常用在掃描電子顯微鏡與及X光能譜分析儀，照片的部分人眼直接可見。

## 種類
顯微圖有多個種類，包括：
- 顯微照片：是利用光學顯微鏡製造的顯微照相。最基本可以用普通的照相機加在顯微鏡上，攝取放大了的影像。
- 電子顯微照片：是利用電子顯微鏡拍攝的顯微照相。
- 數碼顯微照片：是利用光學議器及電荷耦合元件輸出數字圖像至電腦顯示屏。

## 其他用途
顯微圖可應用在製造積體電路。利用調校點的數碼顯微照片及特製的軟件，可以對物件進行極準確的量度。

## 外部連結
- Make a Micrograph
- International Year of Natural Fibres 2009